# 伊吹隼人
伊吹 隼人（いぶき はやと、1959年 - ）は、日本のジャーナリスト、ノンフィクション作家である。東京都生まれ。

## 来歴・人物
東京都に生まれ、中学と高校を埼玉県所沢市で過ごす。中学校2年生の時に図書館で亀井トムの『狭山事件・第一集』（辺境社）を手にしたことから狭山事件を知り、この事件の調査研究を開始。
早稲田大学教育学部を卒業後、旅行代理店の川越支店で2年間「狭山・川越・所沢地区修学旅行営業担当」を務めた縁から狭山事件の研究を再開。広告制作会社コピーライター等を経て、ノンフィクションライターとなる。もともと事務所に所属し、別名義でライターとして活動していたが、『狭山事件－46年目の現場と証言－』でノンフィクション作家としてデビューするにあたり、「狭山事件の本の著者は脅迫や嫌がらせを受ける」との理由で覆面作家となった。旅行代理店時代には、糸井重里や林真理子らを輩出したことで知られる「宣伝会議」のコピーライター養成講座に通学していた（卒業制作では同じく優秀賞を受賞）。その他広告賞も多数受賞しており、また文藝春秋社スポーツグラフィック『ナンバー』の「スポーツノンフィクション新人賞」候補となったほか、漫画『ヤングアニマル』誌で漫画原作賞も受賞している。狭山事件以外にも各地の事件・事故を追い続けており行方不明事件など未解決事件に関して特に詳しい。他に別名義で日本史・旅行・格闘技関連の著作もある。

## 事件・事故 <現地調査と取材>
- 『検証・狭山事件　女子高生誘拐殺人の現場と証言』を出版後も狭山事件の現地調査や関係者への取材を続けており、ライフワークとして取り組んでいる。また狭山事件以外の事件・事故も独自に現地調査や取材を行なっている。

- 主な事件取材と現地調査
  - 三宅夕香里さん失踪事件
  - 佐久間奈々ちゃん誘拐事件
  - 大久保清連続婦女暴行殺人事件
  - 宇出津事件（うしつじけん）－北朝鮮による拉致事件－　※ 石川県鳳至郡宇出津町（現在は町村合併により石川県鳳至郡能登町）
  - 連合赤軍印旛沼事件

- 主な事故取材と現地調査
  - 日航ジャンボ機墜落事故

## 日本史 <現地調査と取材>
- 歴史ミステリーへの取り組みは主に以下のようなものがある。
  - 小野小町伝説
  - 静御前伝説
  - 近藤勇の最期

## 著作
- 『新しい旅　伊豆』（共著）（現代旅行研究所、1994年3月　※絶版）
- 『文明9年合戦考』（風早書林、2008年4月　※絶版）
- 『一拳一会』（共著）（エベイユ、2008年7月）
- 『狭山事件－46年目の現場と証言－』（風早書林、2009年2月25日　※絶版）
- 『検証・狭山事件　女子高生誘拐殺人の現場と証言』（社会評論社、2010年2月25日）
- 『「トキワ荘」無頼派－漫画家・森安なおや伝』（社会評論社、2010年10月25日） ※ 併載　『赤い自転車』　森安なおや・作
- 『狭山事件 現地インタビュー集 Vol.1』（2011年8月12日:フローマネジメント販売）
- 『ほろよいブックス　酒読み　江戸の風流　雪見酒・月見酒・花見酒』（共著）（社会評論社、2012年12月11日）
- 『狭山事件 現地インタビュー集 Vol.2』（2013年8月11日：フローマネジメント販売）
- 『狭山事件 現地インタビュー集 Vol.3』（2013年12月31日：フローマネジメント販売）
- 『狭山事件 現地インタビュー集 速報版』（2014年8月17日：フローマネジメント販売）
- 『狭山事件 現地インタビュー集 vol.4』（2015年8月12日：フローマネジメント販売）
- 『狭山事件の現場とその現在』（2016年12月31日：フローマネジメント販売）
- 『証言　連合赤軍11　上赤塚交番・『佐々木荘』の思い出、そして印旛沼』（皓星社：2017年3月25日）』

## 別名義による著作（ジャンル）
- 旅行ガイドブック（伊豆）
- 格闘技ノンフィクション
- 歴史専門書（中世の武蔵と争乱）

## 雑誌
- 『消えた13歳の美少女 千葉・女子中学生誘拐事件の現在』（佐久間奈々ちゃん誘拐事件）ナックルズ・ザ・タブーVOL.2（平成22年10月27日発売 ：株式会社ミリオン出版）
- 『別冊宝島』”昭和史開封！男と女の大事件”－未解決事件史－　「『部落差別』が生んだ『昭和最大の冤罪事件』　『狭山事件』の深き謎と『真犯人』と疑われた男たちの半世紀」(2016年1月21日発行 株式会社 宝島社)
- 『未解決事件　犯人を捜せ！』「昭和の凶悪犯罪！『狭山事件』を独自に調べ続けた男が真相に迫る！」[週刊実話増刊]（2017年12月10日発行：日本ジャーナル出版）
- 『誰も書かなかった昭和史の謎』「『狭山事件』を生み出した昭和農村社会と『部落差別』その知られざる実態」（2018年２月10日発行：株式会社宝島社）
- 『実録・昭和事件史　私はそこにいた』「昭和の『八つ墓村』と呼ばれた狭山事件『関係者連続怪死』といまなお残る謎」（2018年５月30日発行：株式会社宝島社）

## 書評
- 週刊新潮 2010年3月18日号にて『検証・狭山事件　女子高生誘拐殺人の現場と証言』の書評が掲載された。
- 毎日新聞 2010年10月31日 日曜日の朝刊9面【今週の本棚】に『「トキワ荘」無頼派－漫画家・森安なおや伝』の書評が掲載された。
- 望星（ぼうせい） 2010年12月号（東海教育研究所発行/東海大学出版会発売 ）に『「トキワ荘」無頼派－漫画家・森安なおや伝』の書評（評者：佐藤康智）が掲載された。
- 週刊朝日 2010年12月17日号 【週刊図書館】に『「トキワ荘」無頼派－漫画家・森安なおや伝』の書評（評者：長山靖生）が掲載された。
- 週刊読書人 2010年12月17日付　（発行/株式会社読書人）で『「トキワ荘」無頼派－漫画家・森安なおや伝』の書評（評者：竹内オサム）が掲載された。
- 芥川賞作家・西村賢太著『一私小説書きの日乗　憤怒の章』（角川書店刊）の2013年3月28日の項では「夜、伊吹隼人著『トキワ荘無頼派　漫画家森安なおや伝』を読む」との一文が掲載されている。

## テレビ
- 『千原ジュニアの映画製作委員会』に千原ジュニア・陣内智則とともに出演し、『トキワ荘』とマンガ史について語った。（平成22年10月29日 25時～25時30分 CS necoチャンネル）
- 『ナイト　in　ナイト　ビーバップ！ハイヒール　審判はつらいよ』（大阪ABC放送　2011年10月20日放送）の脚本原案を担当。
- 1998年のCSTV番組『TVじゃまーる　おっかけが駆ける！』ではアイドルを追いかける若い男性たちの現場レポートを担当。

## その他の活動
- 2010年1月12日に新宿百人町のネイキッドロフトで開催された「被告人 前へ後ろへ!傍聴島の血闘〜傍聴人大新年会〜」にゲスト出演。霞っ子クラブの高橋ユキと今井亮一のトークショーに出演し著作にはない取材秘話などを披露している。
- 2008年に練馬区民大学、2010年には川口市民大学の歴史講座講師を務めている。
- 2012年3月10日には川口市立芝北公民館で「トキワ荘とその時代」の講演を行った。
- 2016年5月１日には新宿百人町のネイキッドロフトで、元・霞っ子クラブの高橋ユキ、〝地下アイドル〟姫乃たまとともに「未解決事件ナイト①～狭山事件の知られざる謎」に出演。
- 2017年７月16日には板橋区立文化会館で講演会「狭山事件の謎」を行っている。

## コピーライター時代の仕事
- 『西武鉄道かわら版』(広報誌）制作、第一勧業銀行（現・みずほ銀行）『宝くじ』の図柄企画、各都道府県観光ポスター・観光パンフレット制作などを手掛けた。茨城県鹿嶋市の市内観光パンフレットは現在も使用されている。
- 1993年には大塚製薬から発行された広報誌『もっと！　カルシウム』の執筆を担当。同誌ではデザイナーの協力も得て初の読み切り漫画『しおりちゃん家の食卓』を描いた。

## その他エピソード
- 大学時代には、現在でいうところの「オタク・引きこもり・ダメ人間」の生態を特集したミニコミ誌『転落の詩集』（4号まで発行）を刊行し、学園祭会場等で販売、2号以降は3号連続で150部を1時間以内で売り切った。
- 広告会社時代には、アイドル関連の仕事をしていた時期もある。その頃一緒に仕事をしていた某アイドルグループのミニコミを制作（発行は広告会社退社後）、「アイドルのギャラ体系」「辞めたメンバーたちのその後」「新人アイドルたちの日常生活」「事務所スタッフの経歴」などディープな情報が満載だったため話題となり、ファン約300人の会場で300部を売り上げた。本人はのちに格闘技ミニコミ「リングサイド」（2010年刊）の中で、「この時の経験がのちに大いに役立つことになった」「取材の方法、インタビューのやり方、コツなどは、すべてこのミニコミ制作を通じて会得した」と記している。
- 現在は、織田淳太郎、高橋ユキなど多数のノンフィクション作家とも親交がある。
- 2008年以降は、日本史や冤罪関連などで年間100回以上の講演を行っている。